# Taguetiout
Taguetiout est un village en ruines situé dans le massif de l'Aurès, sur le Djebel Taktiout. 

## Géographie
Taguetiout est située dans la région des Aurès, à 27 km de la commune de Mziraa, et à 40 km de la commune de M'Chounèche.

## Toponymie
Le mot "Taguetiout" est une dérivation de "Taguechout" qui désigne le sommet de Djebel Ahmar khaddou et qui signifie en berbère chaoui un "crâne" ou "sommet"[réf. souhaitée].

### Situation
|             | Ghassira   | Tkout   |
| M'Chouneche | Taguetiout | M'ziraa |
|             | Tadjmout   |         |

## Population
Taguetiout était peuplée par le passé par des familles de la tribu berbère zénète chaouie des Ouled Abderahmane. La tribu se divise en cinq branches : les Ouled Sidi M’hamed, Ouled Sidi Ali Oumoussa, Ouled Rmili, Ouled Khelaf et Ouled Daoud.
Dans les années 30, une mission d’ethnographie est organisée conjointement par l'Institut africain international basée à Londres et l'Institut d’ethnologie de Paris, deux ethnologues sont envoyées dans l'Aurès pour étudier une tribu berbérophone chaouie, il s'agit de : Thérèse Rivière et Germaine Tillion (encore étudiante à cette époque). Les deux femmes arrivent à Arris en janvier 1935 et rejoignent les populations semi-nomades du sud de Djebel Ahmar Khaddou, elles s'installent notamment dans les terres de la tribu d'Ouled Abderrahmane qui occupaient les hameaux de Kebache, Taguetiout, Tadjmout, etc.
Les enquêtes ethnographiques entreprises par Thérèze Rivière durant les années 1935-1937 et Germaine Tillion de 1935-1940, nous ont appris beaucoup de choses sur l’organisation sociale, les croyances, l’architecture et les techniques d'agriculture, de tissage, d'élevage des populations habitant le sud-aurésien.

## Histoire
Les fouilles entreprises dans cette région attestent d'une présence humaine très ancienne. 
Dans l'Antiquité, le sud-aurésien est resté très éloigné des aires d'influence carthaginoise, romaine et byzantine. 
Au VIIe siècle, les populations de l'Aurès résistent à la conquête arabe conduite par Oqba Ibn Nafi al-Fihri La région devient un noyau de résistance, les armées de Dihya (Kahina) et ensuite de Koceïla font de cette région extrêmement difficile d'accès une base pour lancer des attaques contre les armées arabes et musulmanes venus d'Orient. C'est dans cette même région, non loin du M'Chounèche que les armées berbères et byzantines dirigées par Koceïla ont pris l'armée arabe dans une embuscade, tuant 3000 guerriers parmi lesquels Okba Ibn Nafi al-Fihri et pourchassant les hommes restants jusqu'à Kairouan.
Durant la conquête française du Constantinois, le Bey de Constantine Ahmed Bey est évincé et pourchassé par l'armée d'Afrique, il trouve refuge dans le hameau de Kebach auprès des Ouled Abderrahmane où il se réfugie pendant 3 ans (1845-1848). Il finira par se rendre en 1848, après avoir été encerclé par les troupes du colonel Canrobert.
Durant la guerre d'Algérie (1954-1961), le village de Taguetiout, ainsi que d'autres villages de l'Aurès, bastion de l'ALN et noyau dur de la résistance contre l'occupation française, ont été bombardés au napalm et sa population déplacée à M'Chounèche.